# Huta Szkła „Niemen”
Huta Szkła „Niemen” (biał. Шклозавод «Нёман») – huta szkła w Brzozówce na Białorusi.

## Historia

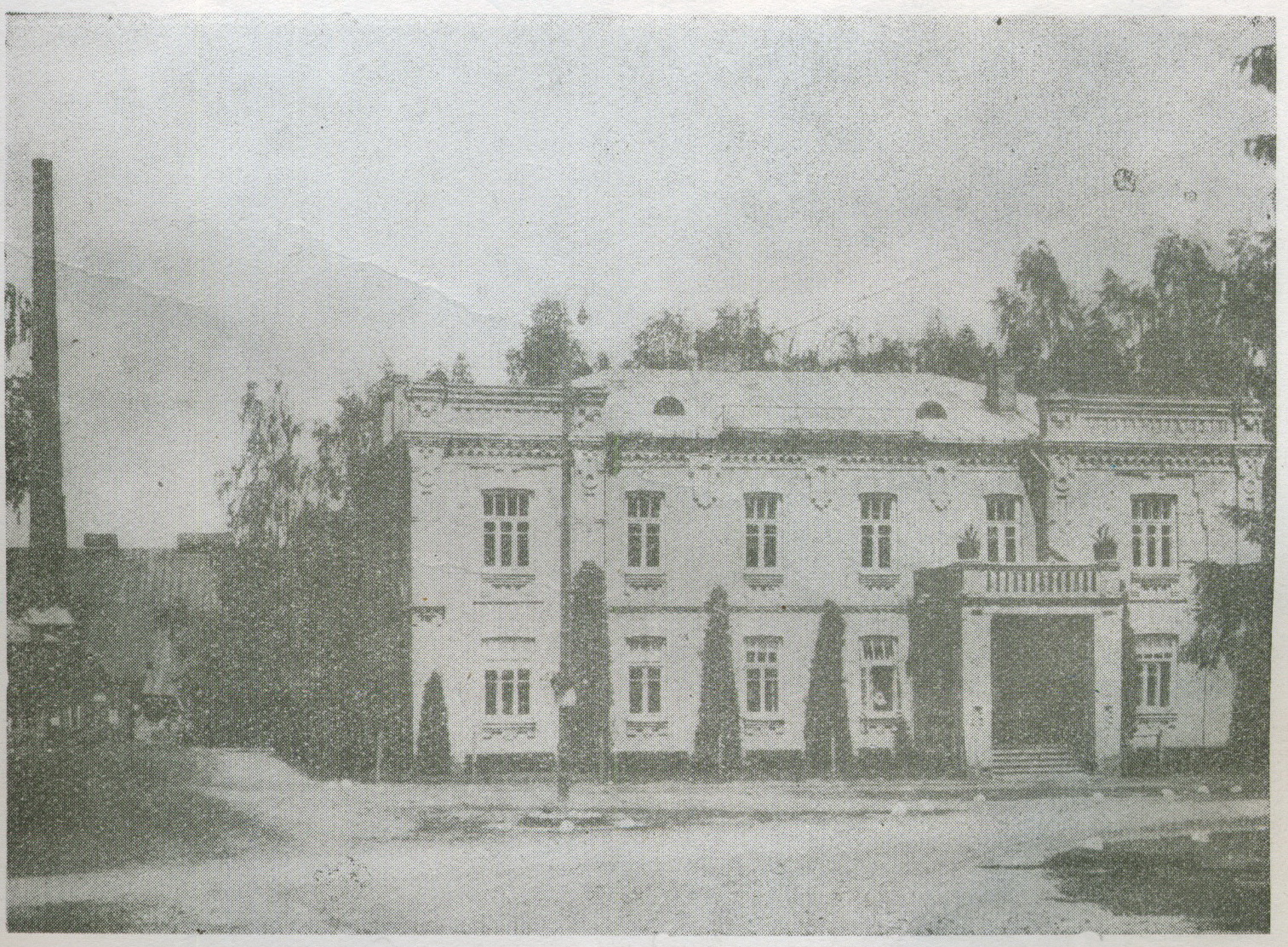
Huta w czasach II Rzeczypospolitej

Swoją genezę wywodzi od założonej przez Zenona Łęskiego w 1883 w Ustroniu koło Nowogródka huty szkła butelkowego, którą w 1891–1903 dzierżawiła spółka Wiłhelm Krajewski i Juliusz Stolle (tzw. „Stara huta”). W 1894 w pobliżu Brzozówki wspólnicy budowali tzw. „Nową Hutę”, a w 1898 wykupili zadłużoną konkurencyjną hutę w Brzozówce, założoną przez spółkę Bonner, Kapliński i Trubowicz. Od 1909 stanowiły one własność Juliusza Stolle. „Nowa Huta” została zniszczona przez wojska rosyjskie w 1915.
W okresie II Rzeczypospolitej w 1923 huta w Brzozówce została przekształcona w spółkę akcyjną. Do 1939 roku była to najsłynniejsza polska huta szkła użytkowego i artystycznego – w tym czasie działała pod firmą Huty Szklane Juliusza Stolle Niemen S.A. Dyrektorem technicznym był Feliks Stolle.

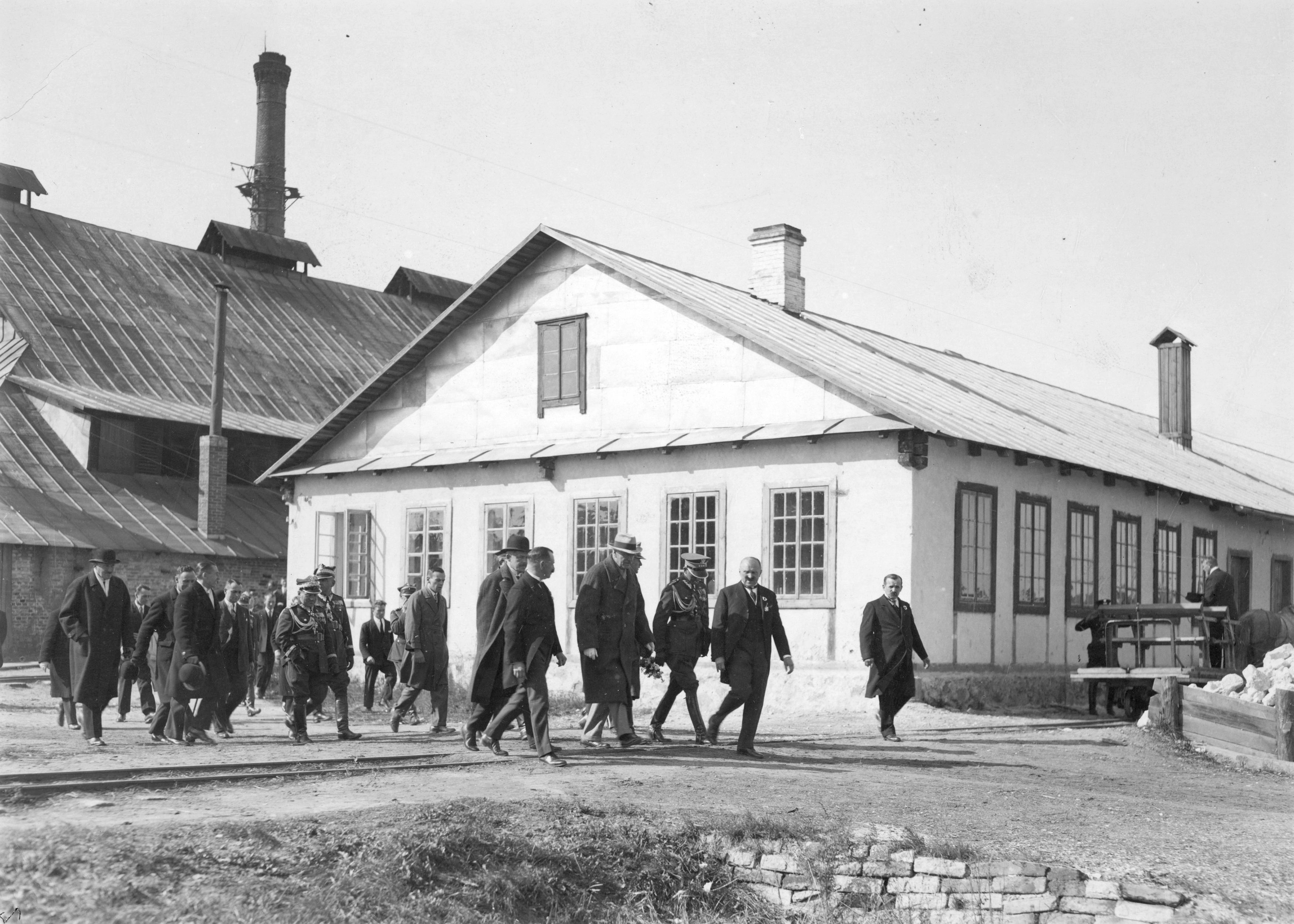
Wizyta prezydenta Ignacego Mościckiego w 1929

W dwudziestoleciu międzywojennym huta „Niemen” była największym polskim producentem i eksporterem szkła prasowanego i dmuchanego do krajów Europy (m.in. Holandia, Francja), Ameryki Północnej (Kanada), Ameryki Południowej (Argentyna), Afryki i Bliskiego Wschodu (m.in. Palestyna, Syria). W latach 1930–1932 wyroby huty „Niemen” stanowiły od 2,9% do 3,9% krajowej produkcji obliczonej w tonach. W obrotach zagranicznych polskiego przemysłu szklarskiego udział wytwórni wynosił: w 1930 roku 21%, 1931 – 20%, 1932 -19,7% przy czym utrzymywano monopol na galanterię szklaną. Zatrudnienie wynosiło wówczas blisko 750 osób. W 1929 roku hutę zwiedził prezydent Ignacy Mościcki.
W 1935 w hucie odlano z błękitnego szkła urnę, w której w mauzoleum na cmentarzu Na Rossie w Wilnie złożono serce Józefa Piłsudskiego. Urnę wykonał zakładowy majster Edmund Miatkowski.
Współcześnie wyroby huty, zwłaszcza z lat 1921–1939, utrzymane w stylu art déco, cenione są na rynku antykwarycznym.

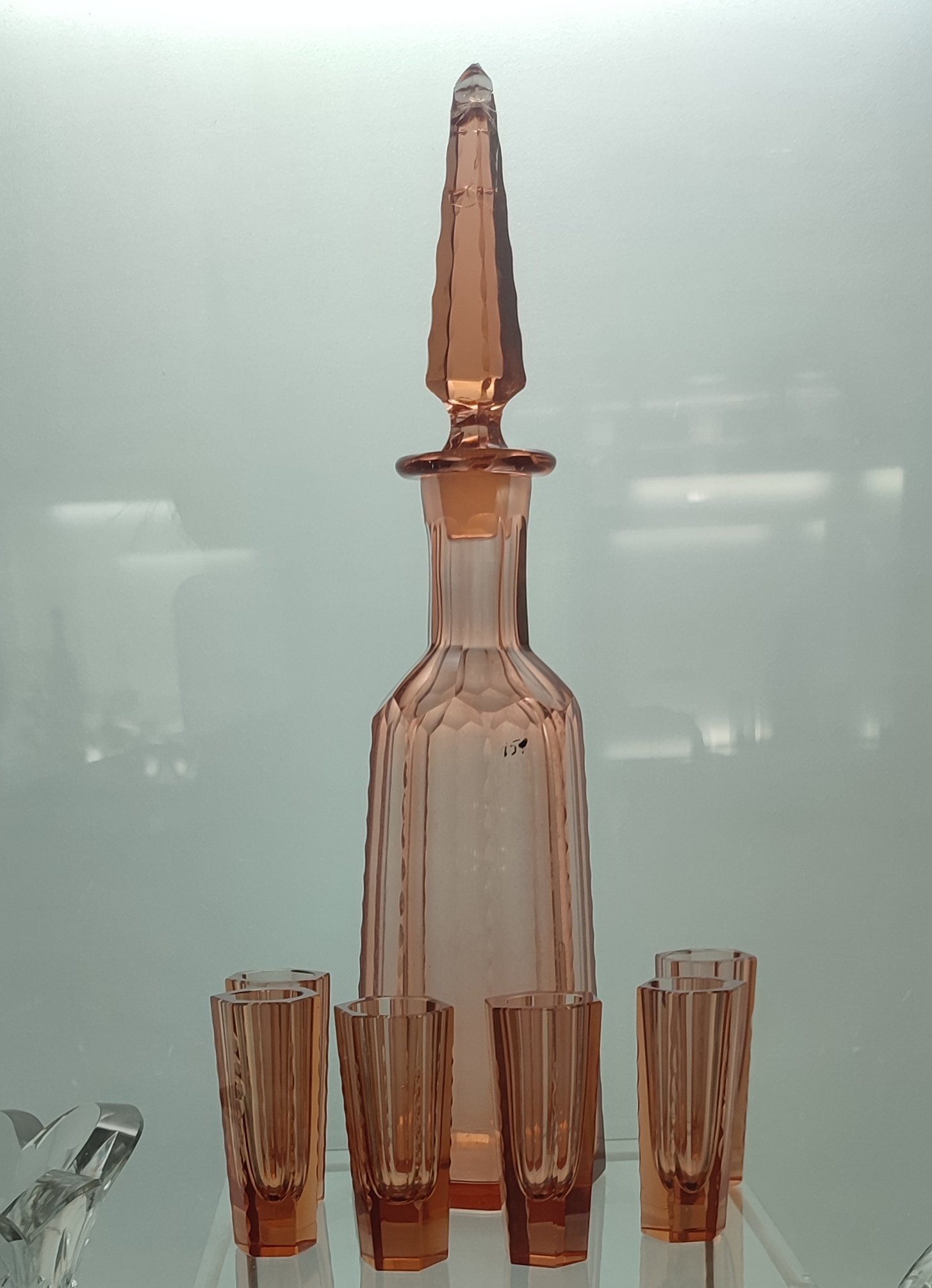
Zestaw, wzór 666, Muzeum Huty Szkła Niemen w Brzozówce
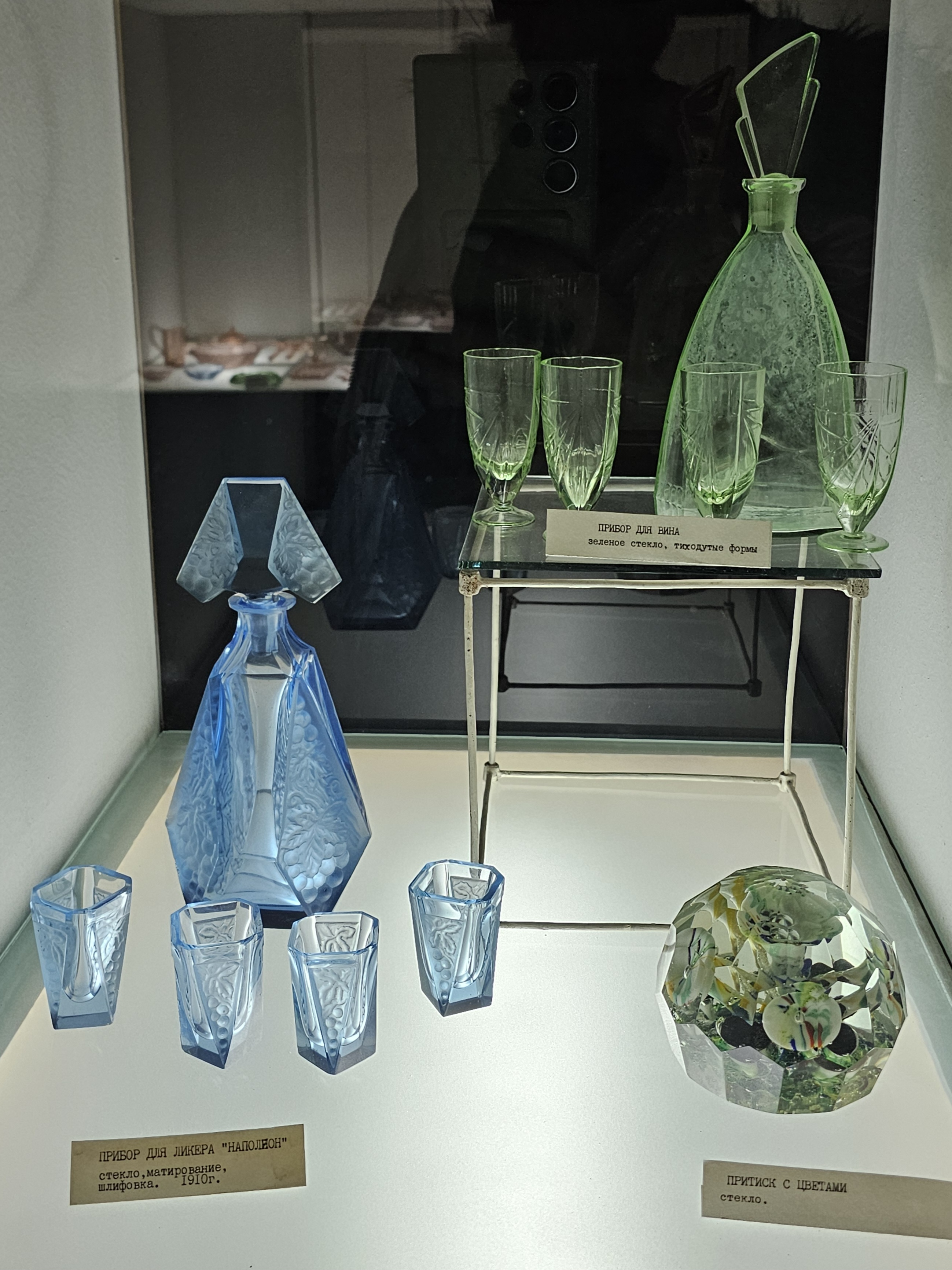
Zestawy, wzóry 1534, 1531, Muzeum Huty Szkła Niemen w Brzozówce
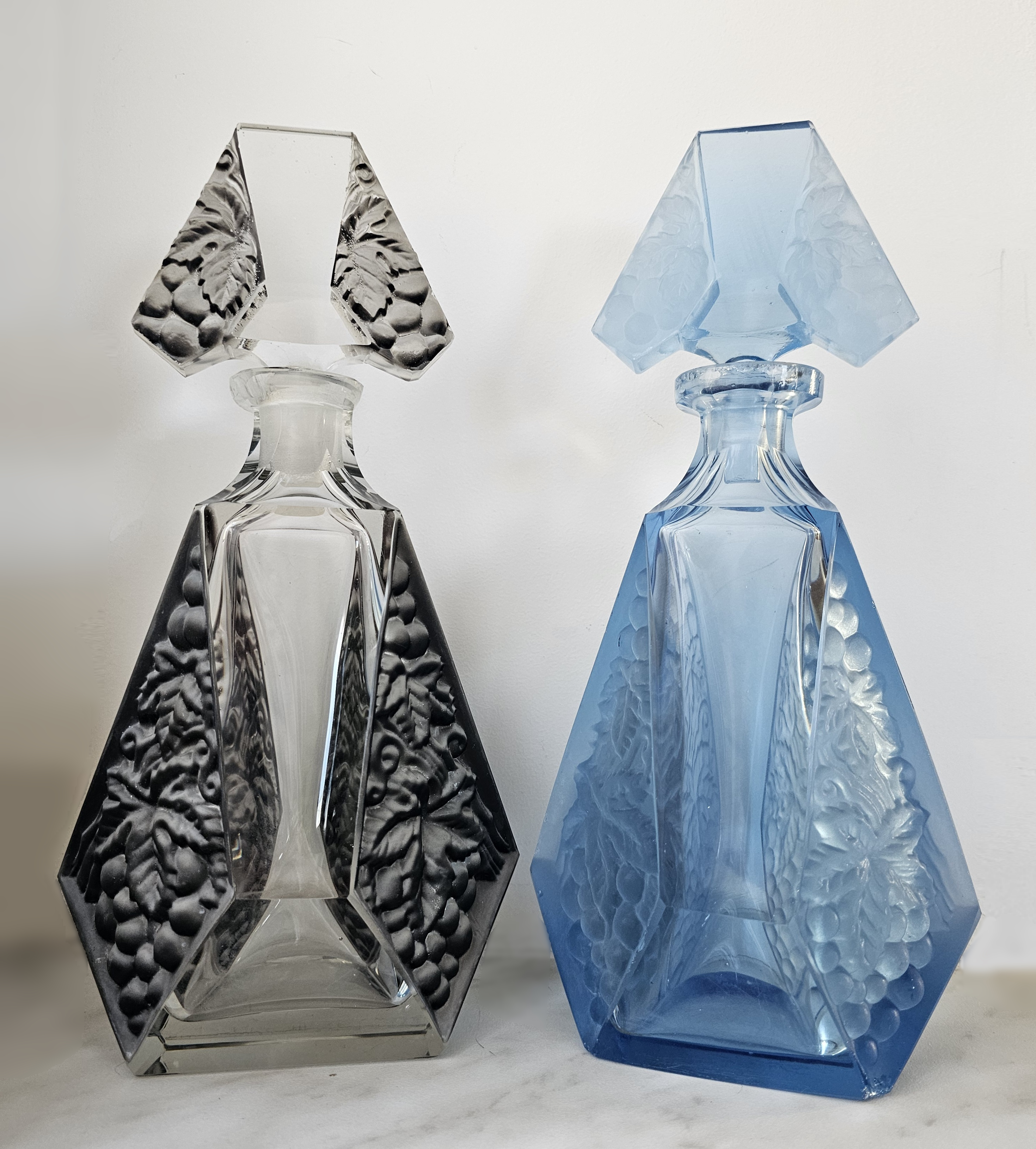
Karafki, wzór 1534, kolekcja prywatna
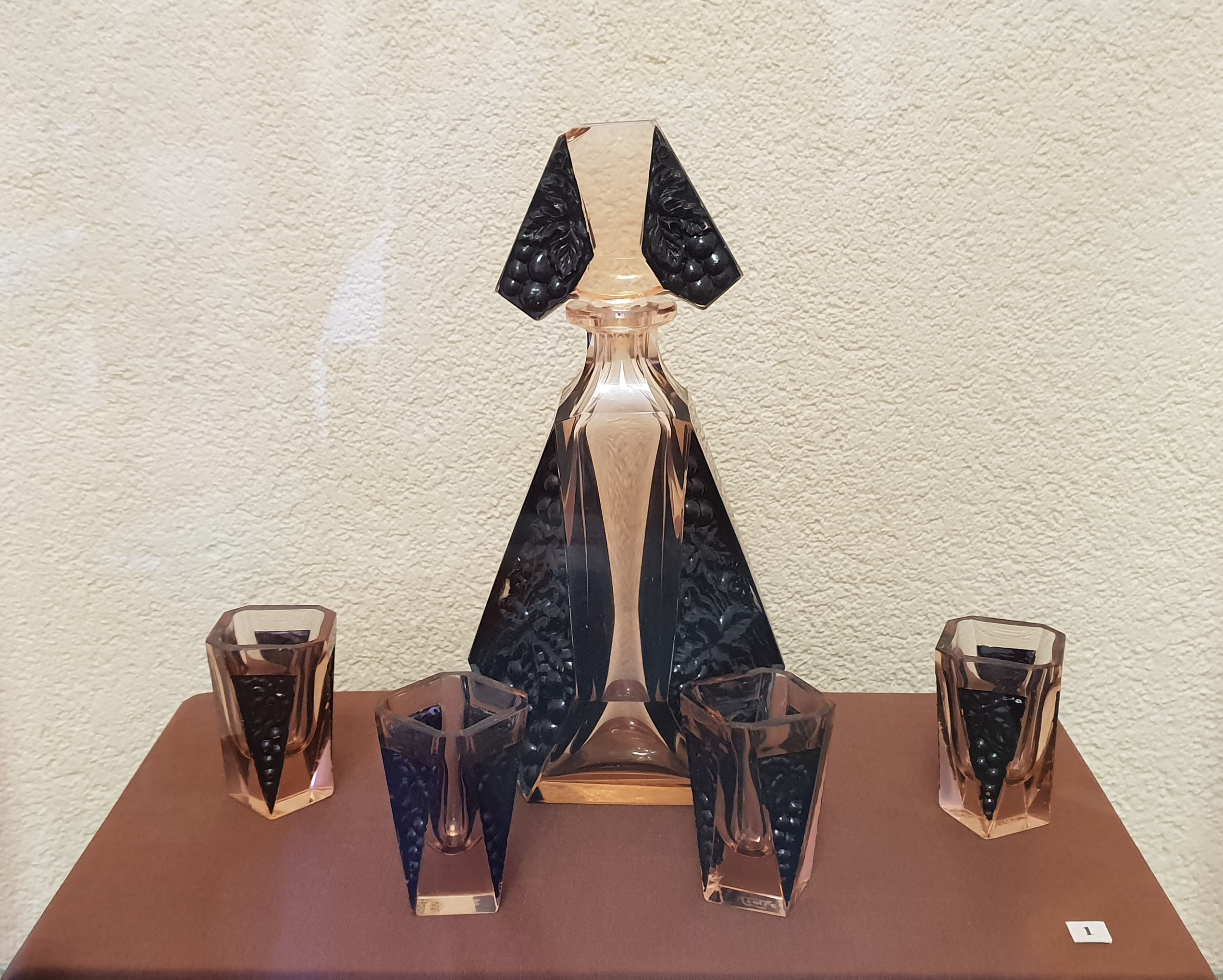
Zestaw, wzór 1534, 1910 – 1939, Grodzieńskie Państwowe Muzeum Historyczno-Archeologiczne
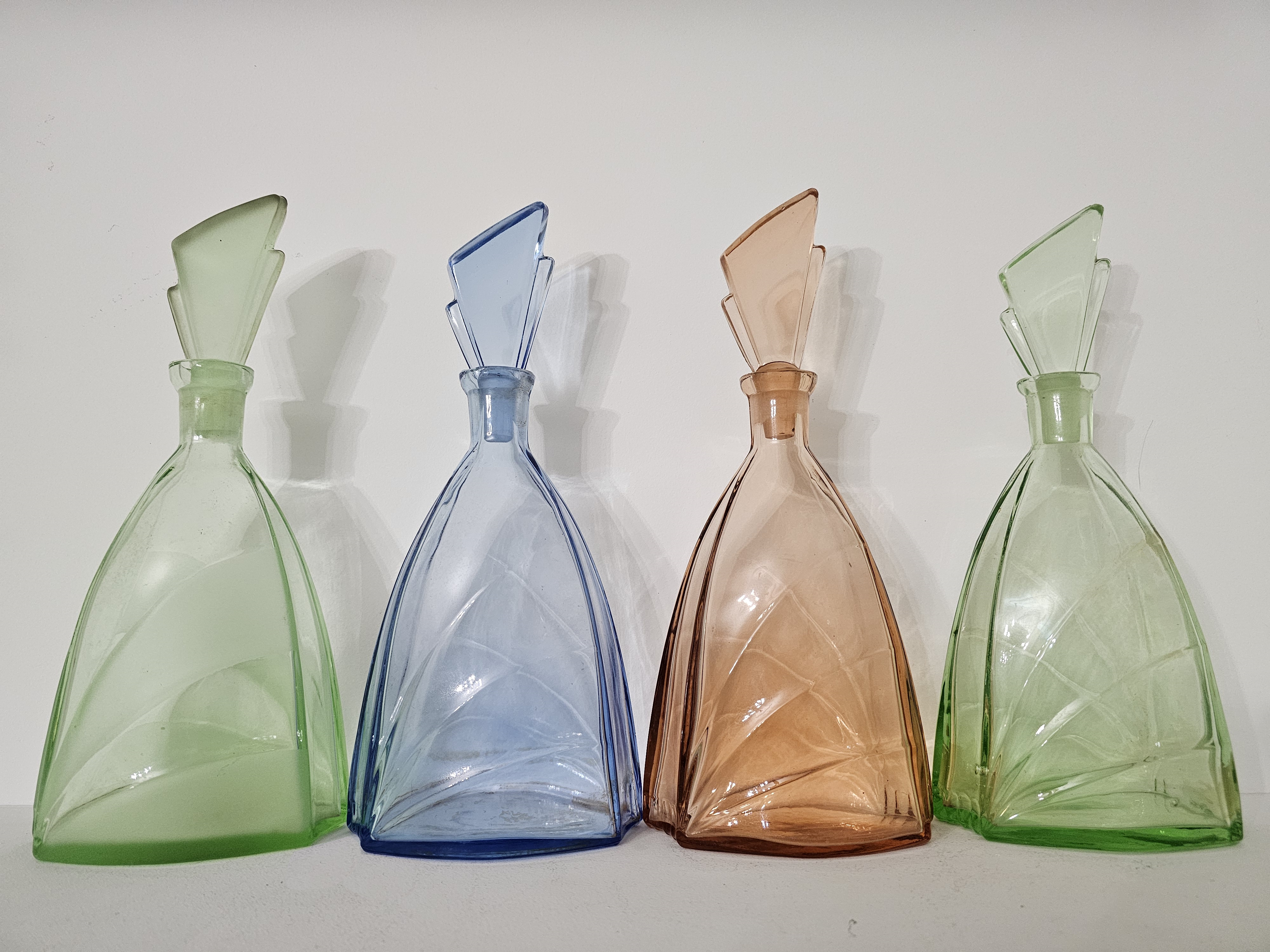
Karafki, wzór 1531, kolekcja prywatna